# Roger Moreira
Roger Rocha Moreira (né le 12 septembre 1956 à São Paulo) est un musicien brésilien. 
Fondateur, chanteur et leader du groupe de rock Ultraje a Rigor depuis 1981, il a écrit et composé la plupart des morceaux (Inútil, Pelado) de cette formation très célèbre dans les années 1980. Il joue aussi de la guitare et de la flûte.
En 1985, il participa au film Areias escaldantes, une comédie musicale.